# Cementerio de Zhenghaijun
El Cementerio de Zhenghaijun (en chino: 鎮海軍墓; que literalmente significa "el cuerpo de guardacostas") es el monumento en Taiwán (República de China). El sepulcro situado en No.58, villa de Xiao-Lin, distrito de Jiaxian, en la ciudad de Kaohsiung, cerca de la carretera provincial N.º 21. En el espacio están enterrados los soldados que eran guardias del camino viejo de Dapu, condado de Chiayi a Chihshang, Condado de Taitung en la dinastía Qing. Se han encontrado 96 tumbas señaladas por el Registro del municipio Jiasian en 1985, pero ahora sólo tienen 85 tumbas.
Después de la expedición a Taiwán de 1874, el gobierno de Beijing bajo el reinado del emperador Tongzhi empezó a cambiar la política sobre el desarrollo en el este de Taiwán. Había seis carreteras para conectar al oeste y Houshang. Las poblaciones indígenas y bandidos destruyeron los caminos pronto.
En 1885, el duodécimo año del reinado del emperador Guangxu, el emperador ordenó a Liu Mingchuan ir a Taiwán y asumir la responsabilidad de su defensa. Para la toma de fines de la administración y la comunicación, Liu Mingchuang comenzó a diseñar nuevos caminos a través de oeste a este.